# Burgstall Rotenburg
Der Burgstall Rotenburg ist eine abgegangene Höhenburg auf 521 m ü. NHN nordöstlich über Weiler, einem heutigen Stadtteil von Rottenburg am Neckar im Landkreis Tübingen in Baden-Württemberg.
Die Rotenburg war Sitz der im 12. Jahrhundert genannten Edelfreien von Rotenburg und kam später in den Besitz der hier ansässigen Grafen von Hohenberg. Die Burg wurde im 13. Jahrhundert erwähnt, im selben Jahrhundert verlassen und war 1407 baufällig. Von der ehemaligen Burganlage sind keine Reste erhalten.